# Barna tevenyakú
A barna tevenyakú (Phaeostigma notata) a rovarok (Insecta) osztályának a tevenyakú fátyolkák (Raphidioptera) rendjébe, ezen belül a valódi tevenyakúak (Raphidiidae) családjába tartozó faj.

## Előfordulása
A barna tevenyakú elterjedési területe, Európa középső és északi részei. Az Ibériai-félszigeten hiányzik.

## Megjelenése
A barna tevenyakú 1,5 centiméter hosszú, szárnyának fesztávolsága csaknem 3 centiméter. Valamennyi európai faj ferdén felfelé tartja fejét, amely a meghosszabbodott „nyak” (előtor) következtében messze előrenyúlik. Igen lassan repül. Nyugalmi helyzetben szárnyai háztetőszerűen fekszenek a test fölött.

## Életmódja
A barna tevenyakú világos lomberdők, öreg fenyvesek, erdőszegélyek, árnyas vágások, hűvös, nyirkos helyek lakója. Mind a lárvák, mind a kifejlődött állatok ragadozók.